# 1999년 FIFA 컨페더레이션스컵 결승전
1999년 FIFA 컨페더레이션스컵 결승전(영어: 1999 FIFA Confederations Cup Final)은 1999년 8월 4일에 1999년 FIFA 컨페더레이션스컵의 우승 팀을 가리기 위해 열린 경기이다. 멕시코 멕시코시티에 위치한 에스타디오 아스테카에서 열렸으며, 멕시코와 브라질가 맞붙었다.